# 嶋重宣
嶋 重宣（しま しげのぶ、1976年6月16日 - ）は、北海道札幌市生まれ、埼玉県上福岡市（現：ふじみ野市）出身の元プロ野球選手（外野手、内野手、投手）。愛称は「赤ゴジラ」。
ポジションは投手（1995 - 1998）→内野手（1999 - 2004）→外野手（2005 - 2013）。

## 経歴

### プロ入り前
小学1年生の時に野球を始める。中学では上福岡シニアに所属し、三沢興一の2年後輩、高橋和幸の1年先輩。1年次から投手として注目を集め、3年次に関東大会に出場。また、当時埼玉栄高野球部監督だった若生正廣を慕っており、中学卒業後は若生が転職した東北高校に入学。
東北高校では2年春の第65回選抜高等学校野球大会と夏の第75回全国高等学校野球選手権大会、3年春の第66回選抜高等学校野球大会と、3度甲子園に出場した。高校通算では28本塁打を記録している。
同学年で同じサウスポーの小野仁（秋田経法大附高）とともに140km/hを超えるストレートを武器としており、全国屈指の左腕投手として注目を集めていた。2年秋の東北大会では準決勝で対決、ともに延長16回を完投して、嶋の19奪三振、小野の24奪三振の快投で4時間を越える試合を戦い、1-0で東北高校がサヨナラ勝ちを収めている。
3年時には小野とともに高校生として史上初めて日本代表に選出され、キューバ戦に登板。小野は3番オマール・リナレスから、嶋は4番オレステス・キンデランから三振を奪った。また、同学年の県内でのライバルとして、仙台育英高の金村曉がいた。
1994年度ドラフト会議にて広島東洋カープから2位指名を受け、投手として入団。背番号は、直前にフリーエージェントで読売ジャイアンツに移籍した、同じ左腕投手の川口和久が着用していた34となった。

### 広島時代

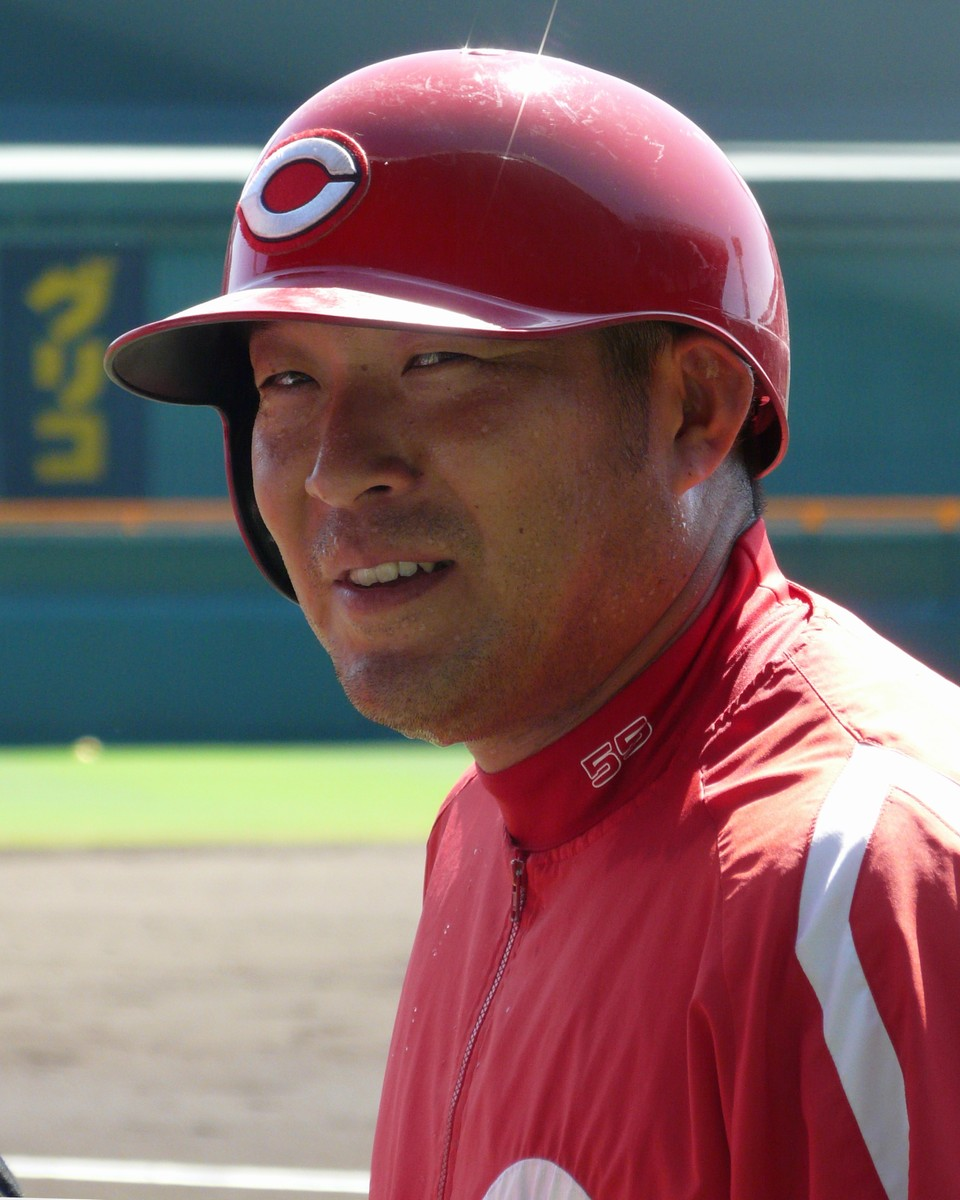
広島時代

1998年3月7日のオープン戦（対ヤクルトスワローズ戦・福山市民球場）では、プレイボール直後の初球で飯田哲也に頭部危険球、わずか1球で退場になるという珍記録を樹立。1997年のプロ初先発の試合（対読売ジャイアンツ戦）では投手ながらタイムリーを放っている。
1999年には持ち前の打撃力を生かして野手転向、早くもシーズン後半には一軍昇格を果たし、打率.280、プロ入り初を含む3本塁打を放つ活躍を見せた。オフに退団した笘篠賢治が着けていた背番号00を受け継ぐ。二軍では3割を超える成績を度々残していたが、前田智徳・緒方孝市・金本知憲などの外野手層は厚く、左の代打としても浅井樹らが控えており、試合出場に恵まれずにいた。また、自身も持病の腰痛に苦しむなど、一軍昇格の機会をフイにすることもあった。
2003年は一軍で僅か2打席の出場に留まり、オフに球団は嶋に対して戦力外を通告する方針であり、当初はトライアウトを受ける予定になっていたが、嶋の才能を見込んでいた一軍打撃コーチの内田順三が球団に掛け合い、残留することになる。また、背番号が55に変更となった。
2004年は転機の年となる。オープン戦から好成績を残し、2002年オフに金本が阪神タイガースへ移籍して以来、レギュラーが不在だった外野の一角を埋める候補として、開幕一軍入りを勝ち取った。4月は主に2番を打ちながら、4割を超える高打率を記録するなどの大活躍を見せ、一気に右翼手のレギュラーに定着し、監督推薦によりオールスターゲームにも初出場を果たした。後半戦からは中軸を任されるようになり、グレッグ・ラロッカに次ぐチーム2位の32本塁打を放つなど、長打力も十二分に発揮した。その後も順調に安打を量産し続け、一時は当時のリーグ記録であったロバート・ローズの192安打の更新も期待されたが、終盤に疲労と腰痛等の影響で減速。それでも最終的に189安打を放ち、1976年の張本勲（182安打）を抜いて左投左打選手の最多安打のNPB記録を更新した。このシーズンは首位打者と最多安打、更にベストナインのタイトルを獲得。シーズンオフには日米野球のメンバーに選出され、愛称の「赤ゴジラ」が同年の流行語大賞でも話題となるなど、多方面から注目を浴びた一年となった。
2005年は他球団の警戒もあり、打率は1度も3割に到達しないままシーズンを終えたが、後半戦からは本来の調子を取り戻し、打率.288、27本塁打を記録した。
2006年は更に打率が下がって前半戦は2割7分台程度にとどまり、腰痛の悪化も相まってこのシーズン以降は下位を打ったり、スタメンを外れることも多くなる。しかし代打では重要なところで本塁打も放った。後半戦に入った途端に打撃の調子を上げ、8月23日に2本塁打を放ち、3年連続で20本塁打を達成した。9月25日にバットスイングからくる右肩痛を発症し、登録抹消された。監督のマーティ・ブラウンは「今季の残り試合数を考えれば、もう戻らない」と無理をさせないため出場させなかった。
2007年はシーズン前にアメリカに渡ってトレーニングし、節制する等体調管理を心掛けてシーズンイン。しかし、前年の肩痛が再発したため前半から中盤まで酷い不振に陥った。9月以降にようやく調子を取り戻すが、前年より更に低い成績に終わった。ただし長打力は健在で、新井貴浩とほぼ遜色ない本塁打率を記録した。
2008年はレギュラーの座を剥奪され、3、4月は代打中心となり、二軍落ちも経験するなど、苦しいスタートとなった。しかし内田順三コーチと二人三脚でフォーム改造に取り組み、5月25日に対千葉ロッテマリーンズ戦で同点となる代打3点本塁打を、6月12日にもロッテ戦で代打逆転2点本塁打を放った。以降、調子を取り戻し先発出場も増え、オールスター明け後は完全にスタメンを手中にした。規定打席には届かなかったものの、4年ぶりに打率3割を記録。打席数が少ないものの四球40は栗原健太の42に続くチーム2位で、出塁率.394は規定未満ながらもリーグ5位相当の数字である。一方、本塁打数は前年の半分の7本に落とし、2004年から継続していた連続2桁本塁打記録は4年で止まった。同年オフの10月9日に群馬県館林市内の病院で内視鏡による左ひじ関節の手術を受けた。
2009年のオープン戦序盤は左ひじ痛の影響もあり21打数無安打と苦しんだが、3月22日に行われた広島市民球場での最後の一軍の試合となった阪神とのオープン戦では、6回に石川俊介からホームランを放ち、以降の3試合で8打数4安打2本塁打と復調した。しかし、シーズンでは、不調に終わり打率.229と結果を残せなかった。
2010年は、赤松真人、廣瀬純、天谷宗一郎、ジェフ・フィオレンティーノなど外野の定位置を競うライバルが多く、序盤は代打としての起用が主だった。しかし天谷やフィオレンティーノが打撃面で結果を残せなかったため、次第に先発出場の機会を増やしていった。栗原が長期離脱した間は代役を務め、23試合に4番打者として出場した。規定打席には届かなかったものの、3年ぶりに二桁本塁打をマークするなど2009年より成績を上げた。シーズン中に国内移籍が可能なFA権を取得したが、10月に権利を行使せずに広島に残留することを表明した。
2011年7月24日に海外FA権を取得したが、行使しないことを表明。7月31日の対中日ドラゴンズ戦（マツダスタジアム）では、延長11回に代打として出場し、河原純一からプロ入り初のサヨナラ安打を放った。

### 西武時代
2012年のオープン戦では、同じく左打ちの外野手の後輩である、岩本貴裕・松山竜平ら若手が好調で、嶋の出場機会は限られていた。
3月10日、江草仁貴との交換トレードで地元球団である埼玉西武ライオンズへ移籍することが発表された。背番号は42。開幕からDHでスタメン出場し、3月31日にはプロ入り通算1000試合出場（史上448人目）を果たしている。4月8日の対福岡ソフトバンクホークス戦（西武ドーム）では新垣渚から移籍初となる逆転満塁本塁打を放つ活躍も見せたが、27試合の出場で打率1割台と結果を残せなかった。
2013年は9試合の出場に終わり、戦力外通告を受けた。10月2日には、現役引退が発表された。

### 引退後
2013年10月22日、西武の二軍守備走塁コーチ兼打撃コーチ補佐への就任が発表された。その後シーズン中に「補佐」の肩書きが取れ二軍守備走塁コーチ兼打撃コーチとなった。その後、2015年は二軍外野守備・走塁兼打撃コーチを、2016年から2018年までは一軍打撃コーチを、2019年は二軍打撃兼外野守備・走塁コーチを、2020年は二軍打撃コーチを、2021年は三軍打撃野手コーチを、2022年は二軍野手コーチを歴任し、2023年からは一軍打撃コーチを務める。2024年はチーム打率.212、得点350は両リーグワーストに終わり、10月10日にコーチ契約を終了すると発表された。2025年も球団には残り、プロ担当チーフを務める。

## 選手としての特徴・人物

### 投手時代
全国屈指の高校生左腕として注目を集め、最速147kmを記録。広島のスカウトを務めた備前喜夫は投手時代の嶋を振り返り、「とにかく球が速く、粗削りな面もあったが、制球力も十分にあった」と語っている。プロ入り後は左のエース候補として期待されていたが、相次ぐ故障に苦しみ、大成できなかった。

### 野手転向後
恵まれた体格を活かした長打力が武器。レギュラー定着後は主にクリーンナップを務めた。高校時代から天才的な打撃技術を評価されており、広島のスカウトを務める苑田聡彦は「（嶋は）構えに無理がなく、テイクバックが柔らかいから間ができる。右投手も左投手も関係なく打てる。広角に打てるし、安打も本塁打も打てた」と振り返っている。また、苑田は嶋に投手として大成して欲しい想いがあったため、入団時の嶋に対し、首脳陣に打者転向を勧められないよう「人前でバットを振るな」と伝えたという。

## 詳細情報

### 年度別投手成績
| 年 度     | 球 団     | 登 板 | 先 発 | 完 投 | 完 封 | 無 四 球 | 勝 利 | 敗 戦 | セ 丨 ブ | ホ 丨 ル ド | 勝 率 | 打 者 | 投 球 回 | 被 安 打 | 被 本 塁 打 | 与 四 球 | 敬 遠 | 与 死 球 | 奪 三 振 | 暴 投 | ボ 丨 ク | 失 点 | 自 責 点 | 防 御 率 | W H I P |
| --------- | --------- | ----- | ----- | ----- | ----- | -------- | ----- | ----- | -------- | ----------- | ----- | ----- | -------- | -------- | ----------- | -------- | ----- | -------- | -------- | ----- | -------- | ----- | -------- | -------- | ------- |
| 1997      | 広島      | 2     | 1     | 0     | 0     | 0        | 0     | 1     | 0        | --          | .000  | 15    | 2.1      | 5        | 0           | 5        | 0     | 0        | 1        | 0     | 0        | 3     | 2        | 7.71     | 4.29    |
| 通算：1年 | 通算：1年 | 2     | 1     | 0     | 0     | 0        | 0     | 1     | 0        | --          | .000  | 15    | 2.1      | 5        | 0           | 5        | 0     | 0        | 1        | 0     | 0        | 3     | 2        | 7.71     | 4.29    |

### 年度別打撃成績
| 年 度      | 球 団      | 試 合 | 打 席 | 打 数 | 得 点 | 安 打 | 二 塁 打 | 三 塁 打 | 本 塁 打 | 塁 打 | 打 点 | 盗 塁 | 盗 塁 死 | 犠 打 | 犠 飛 | 四 球 | 敬 遠 | 死 球 | 三 振 | 併 殺 打 | 打 率 | 出 塁 率 | 長 打 率 | O P S |
| ---------- | ---------- | ----- | ----- | ----- | ----- | ----- | -------- | -------- | -------- | ----- | ----- | ----- | -------- | ----- | ----- | ----- | ----- | ----- | ----- | -------- | ----- | -------- | -------- | ----- |
| 1997       | 広島       | 2     | 1     | 1     | 0     | 1     | 0        | 0        | 0        | 1     | 1     | 0     | 0        | 0     | 0     | 0     | 0     | 0     | 0     | 0        | 1.000 | 1.000    | 1.000    | 2.000 |
| 1999       | 広島       | 47    | 126   | 118   | 12    | 33    | 7        | 1        | 3        | 51    | 20    | 1     | 2        | 1     | 0     | 6     | 0     | 1     | 29    | 0        | .280  | .320     | .432     | .752  |
| 2000       | 広島       | 41    | 54    | 52    | 6     | 13    | 4        | 0        | 0        | 17    | 7     | 1     | 0        | 0     | 0     | 2     | 1     | 0     | 13    | 0        | .250  | .278     | .327     | .605  |
| 2001       | 広島       | 17    | 17    | 16    | 1     | 3     | 0        | 0        | 0        | 3     | 2     | 0     | 0        | 0     | 0     | 1     | 0     | 0     | 4     | 1        | .188  | .235     | .188     | .423  |
| 2002       | 広島       | 1     | 1     | 1     | 0     | 0     | 0        | 0        | 0        | 0     | 0     | 0     | 0        | 0     | 0     | 0     | 0     | 0     | 1     | 0        | .000  | .000     | .000     | .000  |
| 2003       | 広島       | 2     | 2     | 2     | 1     | 1     | 0        | 0        | 0        | 1     | 0     | 0     | 0        | 0     | 0     | 0     | 0     | 0     | 0     | 1        | .500  | .500     | .500     | 1.000 |
| 2004       | 広島       | 137   | 615   | 561   | 94    | 189   | 23       | 3        | 32       | 314   | 84    | 6     | 3        | 1     | 3     | 48    | 2     | 2     | 104   | 13       | .337  | .389     | .560     | .949  |
| 2005       | 広島       | 144   | 625   | 560   | 77    | 161   | 23       | 0        | 27       | 265   | 77    | 4     | 2        | 0     | 7     | 53    | 1     | 5     | 112   | 10       | .288  | .350     | .473     | .824  |
| 2006       | 広島       | 128   | 530   | 495   | 56    | 133   | 12       | 0        | 24       | 217   | 69    | 2     | 4        | 0     | 5     | 27    | 0     | 3     | 102   | 11       | .269  | .308     | .438     | .746  |
| 2007       | 広島       | 105   | 315   | 285   | 28    | 65    | 16       | 1        | 14       | 125   | 48    | 4     | 4        | 0     | 2     | 23    | 0     | 4     | 52    | 5        | .228  | .293     | .439     | .732  |
| 2008       | 広島       | 108   | 345   | 301   | 35    | 93    | 18       | 0        | 7        | 132   | 35    | 0     | 3        | 0     | 1     | 40    | 1     | 3     | 44    | 4        | .309  | .394     | .439     | .833  |
| 2009       | 広島       | 89    | 198   | 175   | 12    | 40    | 9        | 0        | 2        | 55    | 17    | 3     | 1        | 0     | 5     | 15    | 2     | 3     | 34    | 7        | .229  | .293     | .314     | .607  |
| 2010       | 広島       | 123   | 377   | 343   | 48    | 90    | 21       | 0        | 14       | 153   | 46    | 0     | 2        | 0     | 3     | 25    | 0     | 6     | 53    | 7        | .262  | .321     | .446     | .767  |
| 2011       | 広島       | 54    | 141   | 125   | 13    | 32    | 9        | 1        | 2        | 49    | 8     | 1     | 0        | 0     | 1     | 14    | 0     | 1     | 19    | 1        | .256  | .333     | .392     | .725  |
| 2012       | 西武       | 27    | 82    | 74    | 2     | 13    | 2        | 0        | 1        | 18    | 7     | 0     | 1        | 0     | 1     | 7     | 0     | 0     | 11    | 1        | .176  | .244     | .243     | .487  |
| 2013       | 西武       | 9     | 8     | 7     | 0     | 1     | 0        | 0        | 0        | 1     | 0     | 0     | 0        | 0     | 0     | 1     | 0     | 0     | 1     | 1        | .143  | .250     | .143     | .393  |
| 通算：16年 | 通算：16年 | 1034  | 3437  | 3116  | 385   | 868   | 144      | 6        | 126      | 1402  | 421   | 22    | 22       | 2     | 28    | 262   | 7     | 28    | 579   | 62       | .279  | .337     | .450     | .790  |

- 各年度の太字はリーグ最高

### 年度別守備成績
| 年 度 | 球 団 | 投手  | 投手  | 投手  | 投手  | 投手  | 投手     | 外野  | 外野  | 外野  | 外野  | 外野  | 外野     | 一塁  | 一塁  | 一塁  | 一塁  | 一塁  | 一塁     |
| 年 度 | 球 団 | 試 合 | 刺 殺 | 補 殺 | 失 策 | 併 殺 | 守 備 率 | 試 合 | 刺 殺 | 補 殺 | 失 策 | 併 殺 | 守 備 率 | 試 合 | 刺 殺 | 補 殺 | 失 策 | 併 殺 | 守 備 率 |
| ----- | ----- | ----- | ----- | ----- | ----- | ----- | -------- | ----- | ----- | ----- | ----- | ----- | -------- | ----- | ----- | ----- | ----- | ----- | -------- |
| 1997  | 広島  | 2     | 1     | 2     | 0     | 1     | 1.000    | -     | -     | -     | -     | -     | -        | -     | -     | -     | -     | -     | -        |
| 1999  | 広島  | -     | -     | -     | -     | -     | -        | 21    | 25    | 1     | 0     | 0     | 1.000    | 22    | 151   | 7     | 0     | 11    | 1.000    |
| 2000  | 広島  | -     | -     | -     | -     | -     | -        | 27    | 25    | 1     | 1     | 0     | 1.000    | 2     | 10    | 0     | 0     | 0     | 1.000    |
| 2001  | 広島  | -     | -     | -     | -     | -     | -        | 2     | 2     | 0     | 0     | 0     | 1.000    | 3     | 9     | 1     | 1     | 1     | .909     |
| 2003  | 広島  | -     | -     | -     | -     | -     | -        | 1     | 0     | 0     | 0     | 0     | .---     | -     | -     | -     | -     | -     | -        |
| 2004  | 広島  | -     | -     | -     | -     | -     | -        | 137   | 192   | 5     | 5     | 2     | .975     | -     | -     | -     | -     | -     | -        |
| 2005  | 広島  | -     | -     | -     | -     | -     | -        | 143   | 226   | 7     | 3     | 1     | .987     | -     | -     | -     | -     | -     | -        |
| 2006  | 広島  | -     | -     | -     | -     | -     | -        | 122   | 202   | 7     | 7     | 3     | .968     | -     | -     | -     | -     | -     | -        |
| 2007  | 広島  | -     | -     | -     | -     | -     | -        | 82    | 123   | 3     | 0     | 0     | 1.000    | -     | -     | -     | -     | -     | -        |
| 2008  | 広島  | -     | -     | -     | -     | -     | -        | 81    | 115   | 1     | 1     | 1     | .991     | -     | -     | -     | -     | -     | -        |
| 2009  | 広島  | -     | -     | -     | -     | -     | -        | 46    | 52    | 0     | 1     | 0     | .981     | -     | -     | -     | -     | -     | -        |
| 2010  | 広島  | -     | -     | -     | -     | -     | -        | 81    | 135   | 2     | 2     | 0     | .986     | -     | -     | -     | -     | -     | -        |
| 2011  | 広島  | -     | -     | -     | -     | -     | -        | 35    | 45    | 0     | 0     | 0     | 1.000    | -     | -     | -     | -     | -     | -        |
| 通算  | 通算  | 2     | 1     | 2     | 0     | 1     | 1.000    | 778   | 1142  | 27    | 20    | 7     | .983     | 27    | 170   | 8     | 1     | 12    | .994     |

### タイトル
- 首位打者：1回（2004年）
- 最多安打：1回（2004年）

### 表彰
- ベストナイン：1回（2004年）
- 優秀JCB・MEP賞：1回（2004年）
- 報知プロスポーツ大賞：1回（2004年）

### 記録
初記録
投手記録
- 初登板：1997年6月29日、対ヤクルトスワローズ13回戦（倉敷マスカットスタジアム）、9回表に5番手で救援登板、2四球1被安打で降板
- 初先発：1997年9月21日、対読売ジャイアンツ25回戦（広島市民球場）、2回1/3を3失点（自責点2）で敗戦投手
- 初奪三振：同上、2回表に元木大介から

打撃記録
- 初出場：投手記録の初登板の項目参照
- 初先発出場：投手記録の初先発の項目参照
- 初打席・初安打・初打点：1997年9月21日、対読売ジャイアンツ25回戦（広島市民球場）、2回裏にバルビーノ・ガルベスから中前先制適時打
- 初本塁打：1999年8月3日、対横浜ベイスターズ15回戦（呉二河球場）、7回裏に小山田保裕の代打で出場、横山道哉から右越ソロ
- 初盗塁：1999年9月10日、対横浜ベイスターズ21回戦（横浜スタジアム）、2回表に二盗（投手：川村丈夫、捕手：谷繁元信）

節目の記録
- 100本塁打：2007年10月6日、対横浜ベイスターズ24回戦（広島市民球場）、1回裏に吉見祐治から中越3ラン ※史上252人目
- 1000試合出場：2012年3月31日、対北海道日本ハムファイターズ2回戦（札幌ドーム）、5番・指名打者として先発出場 ※史上448人目

その他の記録
- オールスターゲーム出場：1回（2004年）

### 背番号
- 34（1995年 - 1999年）
- 00（2000年 - 2003年）
- 55（2004年 - 2011年）
- 42（2012年 - 2013年）
- 80（2014年 - 2024年）

## 関連情報

### 出演
- DO THE CARP - 本人出演の地元ラジオ番組、2015年に終了